# Turritella terebra
Turritella terebra is een slakkensoort uit de familie Turritellidae.  De wetenschappelijke naam werd gepubliceerd in 1758 door Carl Linnaeus in de tiende editie van Systema naturae.